# 7064 Montesquieu
A 7064 Montesquieu (ideiglenes jelöléssel 1992 OC5) a Naprendszer kisbolygóövében található aszteroida. Eric Walter Elst fedezte fel 1992. július 26-án.